# Zodarion minutum
Zodarion minutum är en spindelart som beskrevs av Robert Bosmans 1994. Zodarion minutum ingår i släktet Zodarion och familjen Zodariidae. Inga underarter finns listade i Catalogue of Life.